# 슈퍼보이 (텔레비전 프로그램)
《슈퍼보이》(중국어: 快乐男声, 쾌락남성)는 2007년부터 2013년까지 중국에서 방송된 남성 가수 오디션 프로그램이다. 중국 가수 주쟈쟈가 2010년에 이 오디션에 참가했다.

## 같이 보기
- 중국호성음